# 拓跋迪
拓跋迪（515年—577年3月24日），本姓元，字德儒，河南郡洛阳县（今河南省洛阳市东）人，追尊魏景穆帝拓跋晃玄孙，北魏太傅、东阿文简公元顺第四子，元魏宗室，北魏、西魏、北周官员。

## 生平
拓跋迪在北魏普泰元年（531年）被封为高都县男，历任使持节、车骑大将军、仪同三司、大都督，大统十三年（547年）晋封济北郡王。大统十六年（550年），宇文泰东征，拓跋迪升任骠骑大将军、开府仪同三司。魏恭帝元年（552年），拓跋迪上表谦让王位，魏后二年（555年），拓跋迪改封济北郡公。魏恭帝三年十二月庚子（557年2月14日），魏恭帝拓跋廓诏令禅位给周孝闵帝宇文觉，派大宗伯赵贵持节向周孝闵帝奉上册书，又派民部中大夫、济北公拓跋迪送上皇帝的玺绂。保定二年（562年），拓跋迪出任大行台尚书、兼任大司徒，出使突厥，回朝出任昌州刺史，又出任小司寇，转任宗正。保定三年（563年），周武帝宇文邕命令司宪大夫拓跋迪制定《大律》十五篇，二月庚子（563年3月15日）开始实行，《大律》规定对犯罪的惩罚：分杖刑、鞭刑、徒刑、流刑、死刑五种，一共分二十五等。天和六年（571年），拓跋迪升任使持节、大将军。建德六年龙集丁酉二月廿日（577年3月24日），拓跋迪在私人住宅中去世，虚岁六十三，当年七月壬申朔十三日甲申（577年8月12日）迁葬于北原洪渎川，周武帝宇文邕诏令赠予金上迁罗四州诸军事、金州刺史，以太牢祭祀，谥号惠公。

## 墓葬
2010年，陕西省考古研究院在咸阳市机场二期建设的布里村发掘了拓跋迪夫妇合葬墓。

## 家庭

### 高祖
- 拓跋晃，北魏恭宗景穆皇帝[1]

### 曾祖
- 拓跋岱，北魏太师、任城康王[1]

### 祖父
- 元澄，北魏太师、录尚书、假黄钺、加九锡、任城文宣王[1]

### 父亲
- 元顺，北魏太傅、东阿文简公[1]

### 兄弟
- 元朗，东魏司徒府左长史、东阿文贞公

### 夫人
- 宇文宣华，本姓周，西魏司空、文安匡穆公周惠达长女，武成元年（549年）赐姓宇文氏，大统九年六月十五日（543年7月31日）虚岁十二时嫁给拓跋迪，周惠达亲自操办婚礼，大统十三年（547年）十月封为济北王妃，魏后元年（552年）改为济北郡公夫人，保定二年（562年）封汝南郡君，虚岁三十五时（566年）在长安私人住宅中去世，天和三年岁次戊子二月丙寅朔十九日甲申（568年4月1日）葬于石安洪固乡[1]

### 子女
- 元氏，长女，嫁隋朝邺县公崔弘度[8]
- 拓跋法力，世子，天和三年虚龄十岁，订婚北周太师、大冢宰、晋国公宇文护之女[1]
- 拓跋庭坚，天和三年虚龄八岁[1]
- 拓跋宝积，天和三年虚龄七岁[1]
- 拓跋僧力，天和三年虚龄六岁[1]
- 拓跋季友，天和三年虚龄五岁[1]